# Henryk Ciepichałł
Henryk Ciepichałł (ur. 18 lutego 1886 w Sobótce, zm. 12 czerwca 1934 w Warszawie) – polski duchowny rzymskokatolicki, pijar, kapelan Legionów Polskich, major intendent Wojska Polskiego, kawaler Orderu Virtuti Militari.

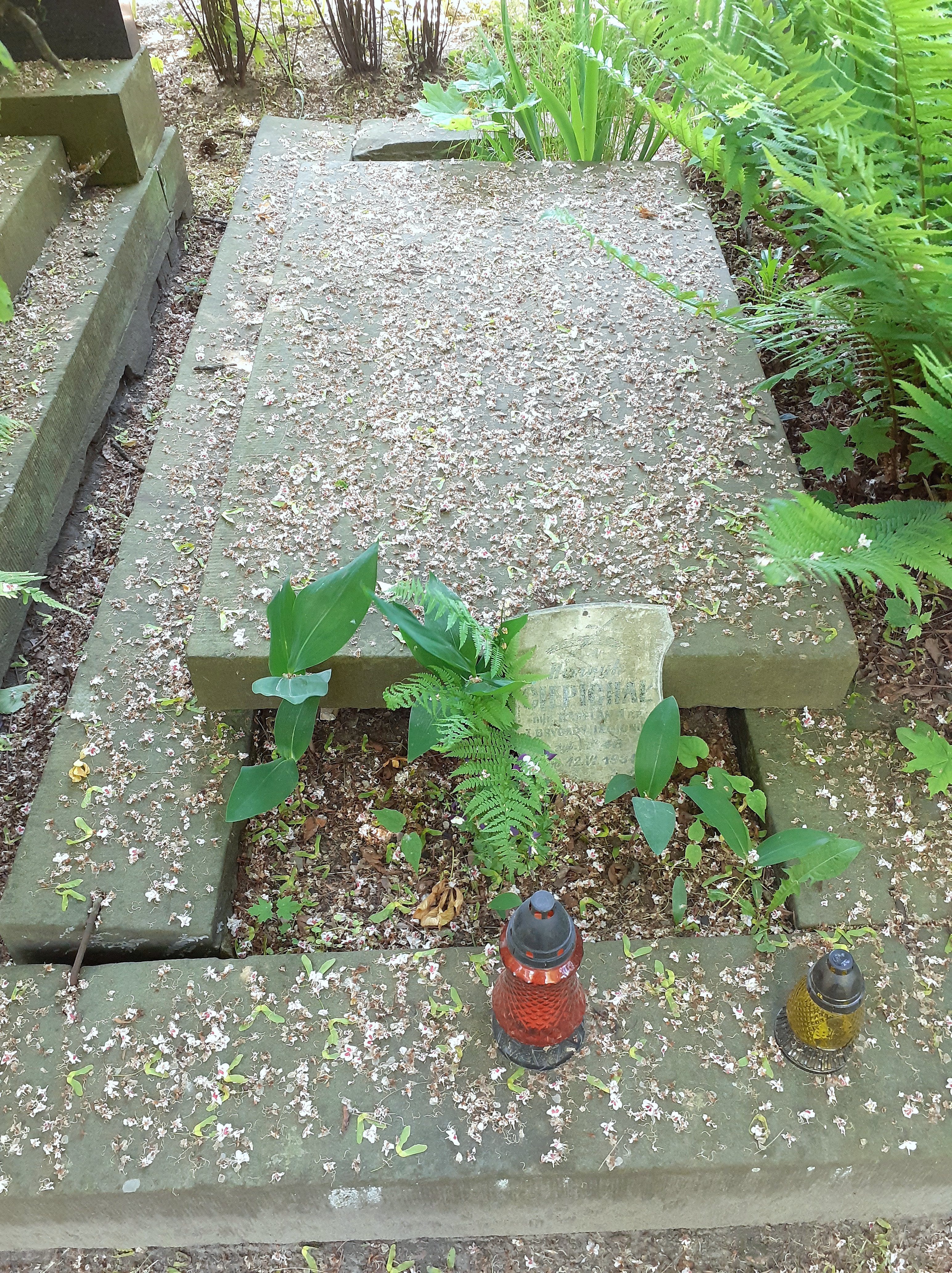
Nagrobek ks. Henryka Ciepichałła

## Życiorys
Urodził się 18 lutego 1886 w Sobótce jako syn Franciszka i Anny. W wieku 17 lat został wychowankiem Zakładu Wychowawczego „Nazaret” w Warszawie, a w 1906 wstąpił do Zakonu Szkół Pobożnych (Pijarów). W 1907 przyjął imię zakonne Henryk. W 1911 złożył profesję wieczystą w Krakowie. W 1912 zdał egzamin dojrzałości. Podjął studia na Wydziale Teologicznym Uniwersytetu Jagiellońskiego. W 1914 otrzymał sakrament święceń.
Po wybuchu I wojny światowej wstąpił do Legionów Polskich (według różnych źródeł 15 czerwca 1914 lub 15 maja 1915). W czerwcu został kapelanem 1 pułku piechoty I Brygady. Wraz z pułkiem odbył kampanię. W lipcu 1915 został awansowany do stopnia podporucznika. Został awansowany do stopnia kapitana w styczniu 1916. 
27 lutego 1916 w Karasinie przyjął od Józefa Piłsudskiego tajny akt „wyrzeczenia się protestantyzmu i złożenia wyznania wiary rzymsko-katolickiej”. 
Pod koniec 1916 został mianowany kapelanem 5 pułku piechoty w składzie I i III Brygady. Po kryzysie przysięgowym w 1917 był internowany przez Niemców w Beniaminowie. U kresu wojny wyszedł na wolność 12 października 1918 jako jeden z ostatnich osadzonych oficerów legionowych.
Po odzyskaniu przez Polskę niepodległości został przyjęty do Wojska Polskiego. 8 listopada 1918 mianowany na urząd dziekana wojskowego w strukturze Tymczasowego Rządu Ludowego Republiki Polskiej w Lublinie, a wkrótce potem referentem do spraw duchownych Dowództwa Okręgu Generalnego „Lublin”. Od 1919 do 1920 był superiorem Okręgu Generalnego „Lublin”. Od 1 kwietnia 1920 był dziekanem 7 Armii podczas wojny polsko-bolszewickiej. Od 19 września 1920 był kapelanem Szkoły Podchorążych w Warszawie, a od listopada 1920 był kierownikiem Rejonu Duszpasterstwa Praga. W listopadzie 1921 został przeniesiony do rezerwy. Na skutek złożenia własnego wniosku został zwolniony ze stanu duchownego w zakonie pijarów w 1922, służąc dalej w wojsku. W 1923 zmienił wyznanie na ewangelicko-augsburskie.
19 czerwca 1922 został przyjęty z dniem 1 czerwca 1922 do Wojska Polskiego, w charakterze urzędnika wojskowego VIII rangi. 21 grudnia 1923 został przydzielony z Departamentu VII Intendentury Ministerstwa Spraw Wojskowych do Okręgowego Zakładu Gospodarczego Nr 1 z równoczesnym odkomenderowaniem do Biura Historycznego Sztabu Generalnego, do 15 września 1924.
Został awansowany do stopnia majora w korpusie oficerów zawodowych administracji dział gospodarczy ze starszeństwem z dniem 1 grudnia 1920. W 1924 jako oficer nadetatowy Okręgowego Zakładu Gospodarczego nr 1 sprawował stanowisko kierownika oświatowego w Wojskowym Więzieniu Śledczym nr 1 w Warszawie. W styczniu 1925 został przydzielony do Okręgowego Zakładu Mundurowego Warszawa na stanowisko oficera kancelaryjnego. W maju 1926, w czasie zamachu stanu został ranny. 31 marca 1927 został przeniesiony z Departamentu VII do kadry Departamentu I Ministerstwa Spraw Wojskowych z równoczesnym przydziałem do Generalnego Inspektoratu Sił Zbrojnych w Warszawie na stanowisko płatnika. Obowiązki płatnika pełnił przez kolejnych siedem lat. Z dniem 15 sierpnia 1933 został przeniesiony do korpusu oficerów intendentów.
Zmarł 12 czerwca 1934 w Warszawie. Został pochowany na Cmentarzu Wojskowym na Powązkach w Warszawie (kwatera 5A-7-8).

## Ordery i odznaczenia
- Krzyż Srebrny Orderu Wojskowego Virtuti Militari nr 7070 (17 maja 1922)[18]
- Krzyż Niepodległości (24 października 1931)[19]
- Krzyż Kawalerski Orderu Odrodzenia Polski (8 listopada 1930)[20][21]
- Srebrny Krzyż Zasługi (7 sierpnia 1928)[22]
- Medal Pamiątkowy za Wojnę 1918–1921
- Odznaka Pamiątkowa Generalnego Inspektora Sił Zbrojnych (pośmiertnie)
- Odznaka Pamiątkowa Więźniów Ideowych